# Eduard Luytgaerens
Jan Eduard (Edward) Luytgaerens (Roosbeek, 16 oktober 1863 - Leuven, 18 juni 1946) was een katholieke priester en algemeen proost van de Belgische Boerenbond.

## Boerenbond
In 1887 werd Luytgaerens priester gewijd, twee jaar later werd hij baccalaureaat in de theologie aan de Katholieke Universiteit Leuven. Hij was er ook actief in de studentenbeweging. Van 1889 tot 1896 was hij leraar aan de colleges van Antwerpen en Diest. Na enkele jaren van parochiaal werk in Antwerpen en Dilbeek werd hij in 1903 benoemd tot algemeen secretaris en proost van de Belgische Boerenbond in opvolging van Jacob-Ferdinand Mellaerts. Daar werd hij de stichter van de Boerinnenbond (1907) en de Boerenjeugdbond (BJB).
Daarnaast was hij bestuurder van de Middenkredietkas van den Boerenbond, die in 1934 failliet ging. Wegens de dreigende gerechtelijke vervolging tegen de bestuurders van de Middenkredietkas werd Luytgaerens in juni 1936 door kardinaal Jozef Van Roey uit al zijn Boerenbondfuncties ontheven. Eerder was hij benoemd tot erekanunnik (1907) en tot huisprelaat van de paus (1929).